# Legekammeraten
|  | Denne artikel er oprettet af botten PalnaBot ud fra en ekstern database. Den kan derfor have sproglige fejl eller mangler. Denne skabelon kan fjernes efter kontrol af indholdet. |

Legekammeraten er en kortfilm fra 2001 instrueret af Martin Barnewitz efter eget manuskript.

## Handling
De gemmer sig i vores baghaver og skovbryn. De er sky og bange for voksne. Kan vi blive venner? En fortælling om hvad man som 8-årig kan møde i sin have en mørk aften.